# Auberon Herbert
Auberon Edward William Molyneux Herbert (18 de junho de 1838 - 5 de novembro de 1906) foi um escritor, teórico, filósofo e individualista britânico do século XIX. Ele era filho do 3º Conde de Carnarvon. Ele foi membro liberal do Parlamento para o círculo eleitoral de dois membros de Nottingham de 1870 a 1874.
Ele promoveu uma filosofia liberal clássica e levou as ideias de Herbert Spencer um estágio adiante ao defender um governo financiado por voluntários que usa a força apenas em defesa da liberdade individual e da propriedade privada. Ele é conhecido como o criador do voluntarismo.